# Musuvinakallahalli, Hadagalli
Musuvinakallahalli là một làng thuộc tehsil Hadagalli, huyện Bellary, bang Karnataka, Ấn Độ.